# İurii Natarov
Ywrïy Olegovitsj Natarov (Kazachs: Юрий Олегович Натаров) (Talğar, 28 december 1996) is een Kazachs wielrenner.

## Carrière
In 2014 werd Natarov nationaal kampioen tijdrijden voor junioren. Een jaar later reed hij voor Seven Rivers Cycling Team, dat pas vanaf eind mei een UCI-licentie had. In 2016 werd hij nationaal kampioen tijdrijden bij de beloften.
Als tweedejaars belofte, in 2017, werd Natarov onder meer derde op het Aziatische kampioenschap tijdrijden en tweede in de GP Capodarco. Op het wereldkampioenschap tijdrijden voor beloften zette hij bij het eerste meetpunt de elfde tussentijd neer en zou hij uiteindelijk veertiende worden.

## Overwinningen
2014
 Kazachs kampioen tijdrijden, Junioren
2016
 Kazachs kampioen tijdrijden, Beloften
2019
 Aziatisch kampioen ploegentijdrit, Elite
Eindklassement Ronde van Almaty
2022
 Kazachs kampioen tijdrijden, Elite

## Resultaten in voornaamste wedstrijden
| Jaar | Ronde van Italië | Ronde van Frankrijk | Ronde van Spanje |
| ---- | ---------------- | ------------------- | ---------------- |
| 2019 |                  |                     |                  |
| 2020 |                  |                     |                  |
| 2021 |                  |                     | 91e              |
| 2022 |                  |                     |                  |
| 2023 |                  |                     |                  |

| Jaar | Clásica San Sebastián |  | WK op de weg |
| ---- | --------------------- |  | ------------ |
| 2019 |                       |  | opgave       |
| 2020 |                       |  | 74e          |
| 2021 | 92e                   |  | opgave       |
| 2022 | opgave                |  | opgave       |
| 2023 | buit.tijd             |  |              |

## Ploegen
- 2015 –  Seven Rivers Cycling Team (vanaf 28-5)
- 2016 –  Astana City
- 2017 –  Astana City
- 2018 –  Astana City
- 2019 –  Astana Pro Team
- 2020 –  Astana Pro Team
- 2021 –  Astana-Premier Tech
- 2022 –  Astana Qazaqstan
- 2023 –  Astana Qazaqstan

Axmetov · Gackïy · Galejev · Koelimbetov · Koezmin · Lwşşenko · Miraliev · Natarov · Nikitin · Panassenko · Satlikov · Stalnov · Şteyn · Tsjsjerbinin · Tsoj · Zjoemakan
Axmetov · Gorboesjin · Koelimbetov · Koezmin · Lwşşenko · Natarov · Nikitin · Panassenko · Pronskïy · Satlikov · Şteyn · Tsjsjerbinin · Tsoj · Ulısbajev
Axmetov · Bajembajev · Coy · Kwzmïn · Lwşşenko · Marwxin · Natarov · Nïkïtïn · Pronskïy · Şteyn · Ulısbajev · Zaycev
Ballerini · Bilbao · Bïjigitov · Boaro · Bohórquez · Cataldo · Contreras · Cort · De Vreese · Fominykh · Fraile · Fuglsang · Gïdïç · Gregaard · Groezdev · Hirt · Houle · G. Izagirre · J. Izagirre · Kudus · Loetsenko · López · Natarov · Sánchez · Stalnov · Villella · Zacharov · Zejts
Aranburu · Bïjigitov · Boaro · Bohórquez · Contreras · De Vreese · Felline · Fominykh · Fraile · Fuglsang · Gïdïç · Gregaard · Groezdev · Houle · G. Izagirre · J. Izagirre · Kudus · Loetsenko · López · Martinelli · Natarov · Pronskïÿ · Rodríguez · Sánchez · Stalnov · Tejada · Vlasov · Zacharov
Aranburu · Battistella · Boaro · Broesenski · Contreras · de Bod · Fjodorov · Felline · Fraile · Fuglsang · Gïdïç · Gregaard · Groezdev · Houle · G. Izagirre · J. Izagirre · Kudus · Loetsenko · Martinelli · Natarov · Perry · Piccolo tot 31 mei · Pronskïÿ · Rodríguez · Romo · Sánchez · Sobrero · Stalnov · Tejada · Vlasov · Zacharov
Basso · Battistella · Boaro · Broesenski · Conti · de Bod · de la Cruz · Dombrowski · Fjodorov · Felline · Gazzoli (tot 10/8) · Gïdïç · Groezdev · Henao (tot 31/07) · López · Loetsenko · Martinelli · Moscon · Natarov · A. Nibali · V. Nibali · Nurlykhassym · Pronskïÿ · Raboesjenka · Romo · Scaroni (vanaf 28/07) · Tejada · Velasco · Zacharov · Zejts · Chzhan (stagiair) · Syritsa (stagiair)
Basso · Battistella · Boaro · Bol · Broesenski · Cavendish · Chzhan · de la Cruz · Dombrowski · Fjodorov · Felline · Garofoli · Gïdïç · Groezdev · Laas · Loetsenko · Martinelli · Moscon · Natarov · Nibali · Nurlykhassym · Pronskïÿ · Raboesjenka · Romo · Sánchez · Scaroni · Syritsa · Tejada · Velasco · Zejts